# 나라현 제3구
나라현 제3구(奈良県 第3区)는 일본의 중의원 선거구이다. 1994년 공직선거법으로 신설되었다.

## 지역
- 야마토타카다시
- 가시하라시
- 사쿠라이시
- 고조시
- 고세시
- 가쓰라기시
- 우다시
- 우다군
- 다카이치군
- 요시노군